# Doab
A Doab (Hindi: दो आब, Urdu: دو آب, da Persa: دو آب dōāb, de  dō, "dois (duas)" + āb, "água" ou "rio")  é um termo usado na Índia e Paquistão para uma "língua" ou faixa de terra que se estende entre dois rios confluentes.)

## Utar Pradexe

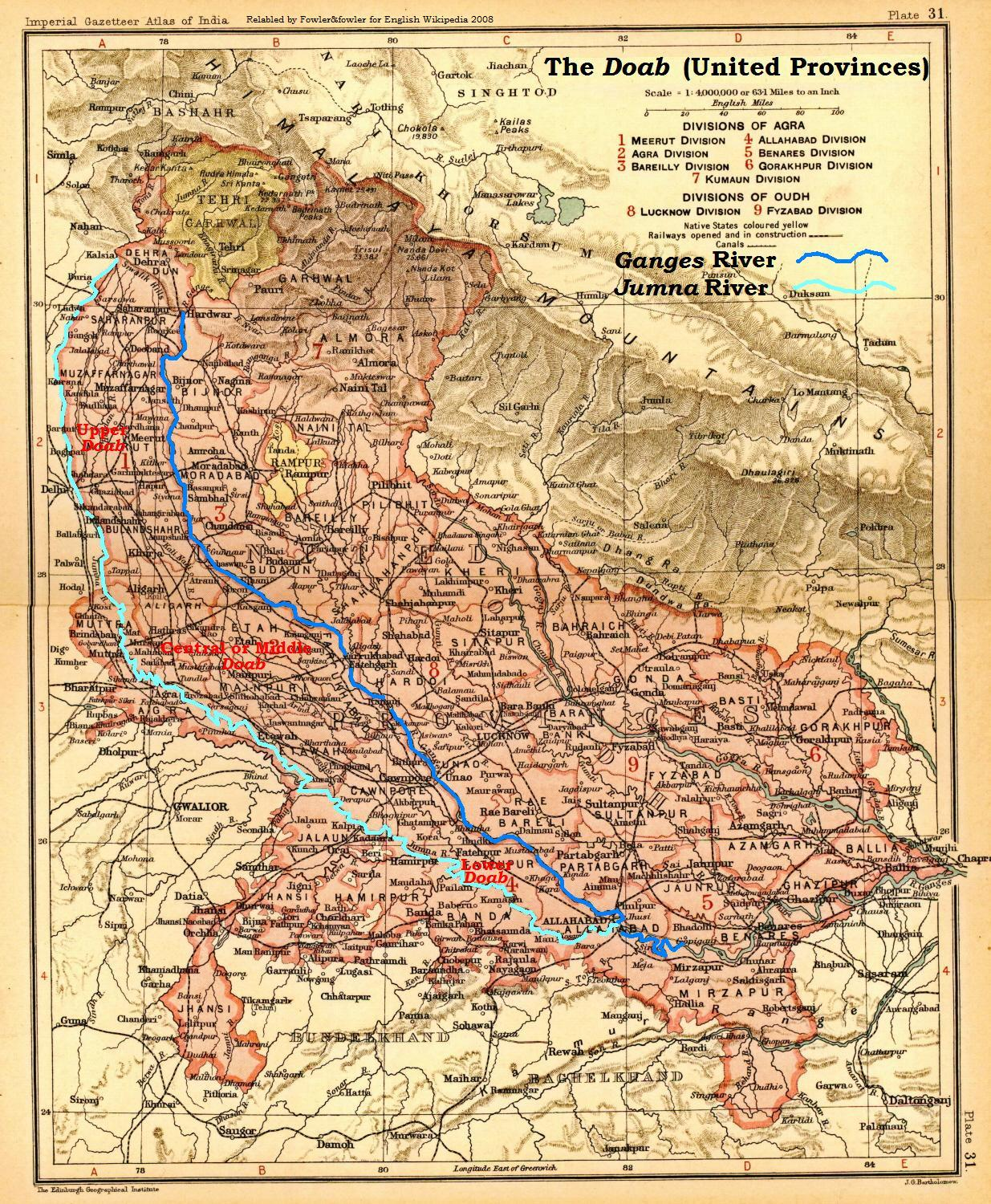
Mapa de Doab, mostra as sub-regiões, "Alto Doab", "Central Doab", e "Baixo Doab."

Esse  Doab, não qualificado pelo nome de qualquer rio, designa também o traço de aluvião que fica entre o rio Ganges e o rio Yamuna no oeste e sudoeste dos estados indianos de Utar Pradexe e Uttarakhand se estendendo desde as colinas ‘’Shiwalik’’ (parte do Himalaia) até a confluência dos dois rio em Allahabad. A região tem uma area de 23.360 mi² (60.400 km²). Sua largura é de 800 km de comprimento por 95 km de largura.
Doab  está muito representado na história e nos mitos da civilização védica . O épico Mahabharata, por exemplo, tem como cenário o Doab, em torno da cidade de Hastinapur. Os britânicos dividiram o Doab em três regiões administrativas: , Alto Doab (Meerut), Médio Doab (Agra) e Baixo Doab (Allahabad). Esses distritos estão hoje divididos em diversos outros distritos como se segue:
- Alto Doab: Dehradun, Rishikesh, Muzaffarnagar, Saharanpur, Meerut, Ghaziabad, Gautam Buddha Nagar, Baghpat Bulandshahar[2]
- Central Doab:

Etah, Aligarh, Agra, Hathras, Firozabad, Mathura e Agra (Mathura na região trans- Yamuna de Braj).
- Baixo Doab:

Farrukhabad, Mainpuri, Etawah, Kannauj, Auraiya, Kanpur Urban, Kanpur Rural, Fatehpur, Kaushambi e Allahabad.

## Doabs do Panjabe

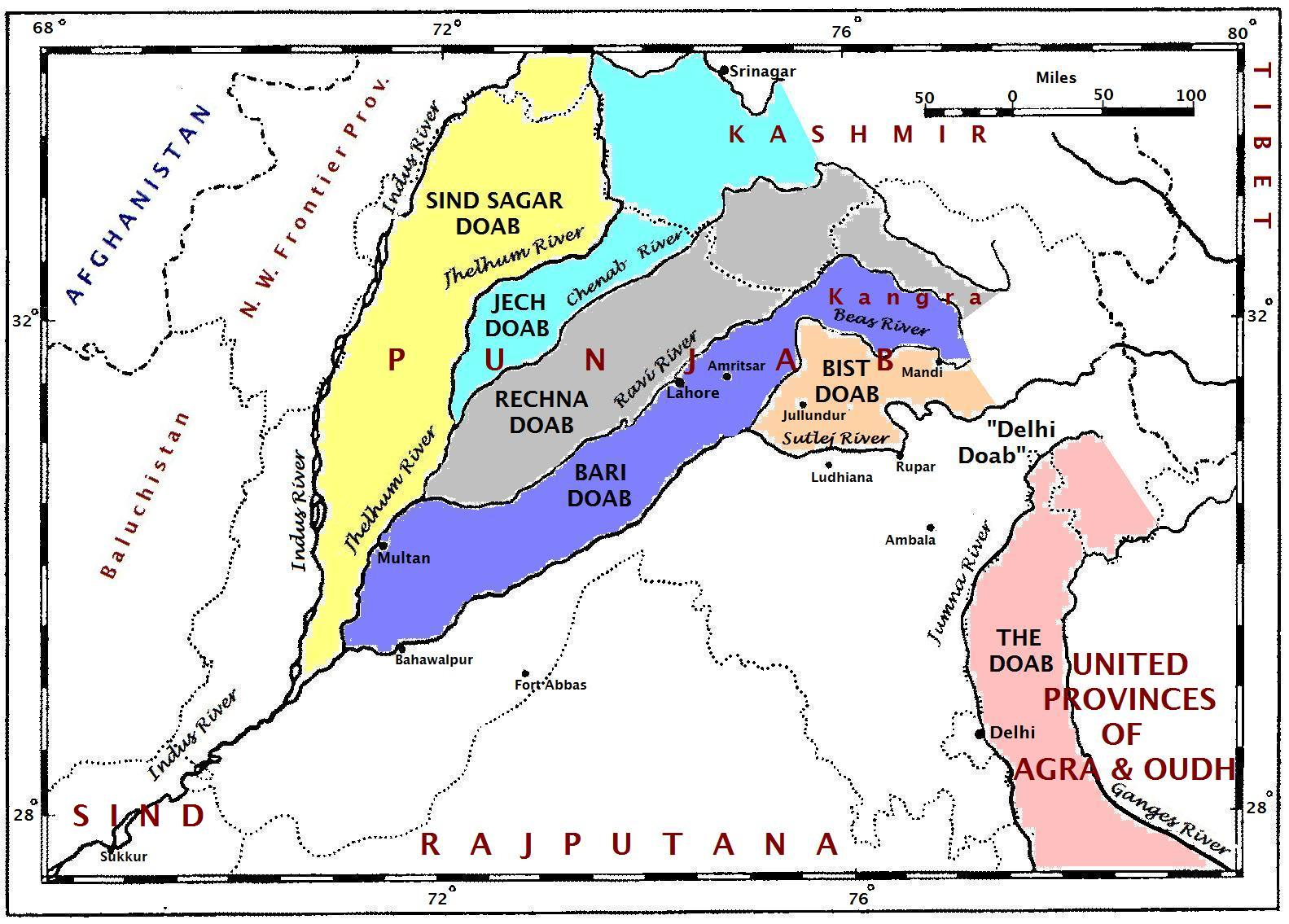
Mapa do Panjabe (~1947) mostrando os diversos doabs

Cada um das faixas de terra se estendem entre rios confluentes na região Panjabe do Paquistão e da Índia (Bacia do rio Indo) tem um nome distinto, denominações que teriam sido criadas pelo Rajá Todar Mal, um ministro do Imperador Mogol Akbar. Esses nomes, com exceção de 'Sindh Sagar', são combinações das primeiras letras em alfabeto persa dos nomes dos rios que limitam os Doabs. Exemplo:  Jech = 'Je'(Jhelum) + 'Ch'(Chenab). Os nomes aí se referem aos rios de oeste para leste.
- Sind Sagar Doab – fica entre o rio Indo e o Jhelu.
- Jech Doab (ou Chaj) Doab - fica entre o rio Jhelum eo  Chenab.
- Rechna Doab - fica entre o rio Chenab e o Ravir.
- Bari Doab or Majha - fica entre o rio Ravi e o Bea.
- Bist Doab (ou Jullundur Doab ou Doaba) - fica entre o rio Beas e o Sutle.

Além disso, a faixa de terra entre os rios Sutle e Yamuna é, às vezes,chamada de “Doab de Delhi”, embora não seja realmente um Doab, uma vez que os rios em questão não sejam confluentes. Recentemente, foi proposto o um nome para o Panjabe Ocidental, “Terra dos dois rios” e não como era antes “Terra dos cinco rios”, pois agora (desde 1947) alguns estão no Paquistão.

## Raichur
O "Doab Raichur" é uma região de forma triangular que fica nos estados de Andhra Pradesh e Karnataka e se situa entre o rio Krishna e seu afluente rio Tungabadra, denominado a partir da cidade de Raichur.